# سوق برهان
سوق برهان وهو سوق أثري يقع بجانب خان برهان في حي الحاضر في مدينة حماة. جرت أعمال ترميم للخان والسوق في الفترة الممتدة من مايو 2006 إلى مارس 2007.